# Staianus
Staianus is een monotypisch geslacht van spinnen uit de  familie van de Sparassidae (jachtkrabspinnen).

## Soort
- Staianus acuminatus Simon, 1889